# Eutanazie

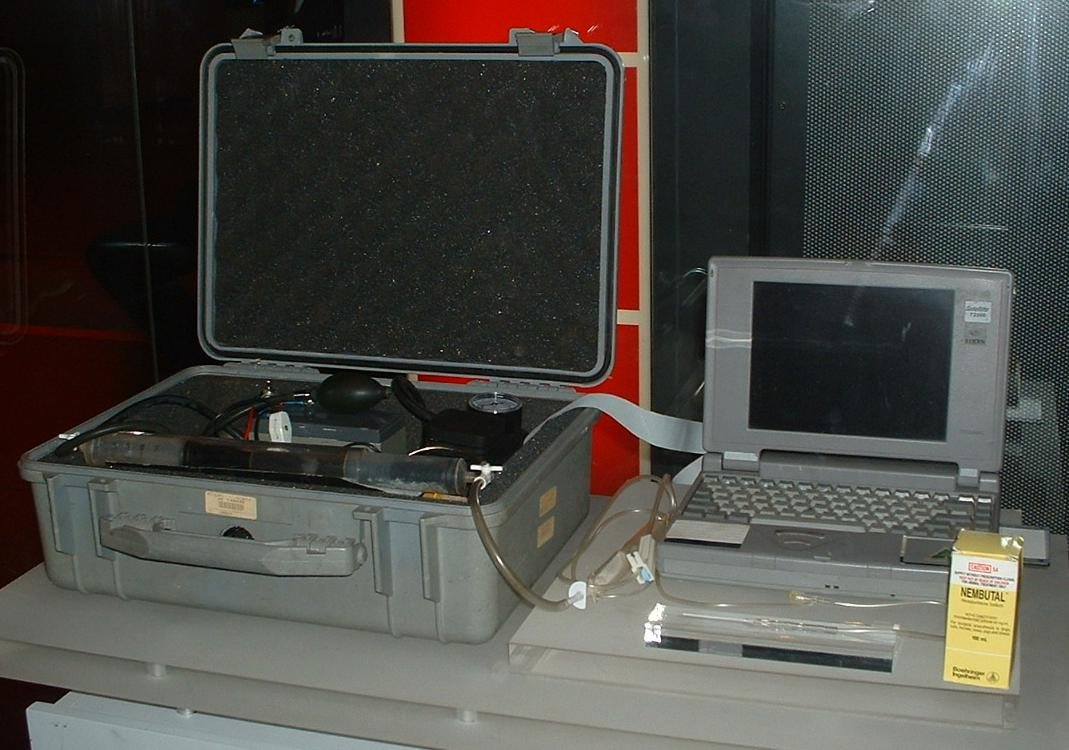
Sada přístrojů (legálně) užitých čtyřmi lidmi k provedení eutanazie, resp. k sebevraždě: Austrálie, 1995-1997.

Eutanazie (z řec. ευ – eu, dobrá, θάνατος – thanatos, smrt; doslova „dobrá smrt“) je obvykle definována jako usmrcení na žádost. Usmrcení na žádost, tedy se svolením poškozeného, je z hlediska českého trestního práva protiprávní a je posuzováno jako vražda, stejně jako v drtivé většině ostatních států.
Zatímco v Lucembursku je legální pouze v případě nevyléčitelně smrtelně nemocných, v Nizozemsku a Belgii je legální, aby lékař na žádost usmrtil tělesně zdravého člověka, jelikož má deprese či demenci, přestože člověk s demencí má sníženou schopnost uvažování, a v Nizozemsku též těžce handicapovaného kojence. V Německu a Švýcarsku je eutanazie legální pouze jako asistovaná sebevražda.
V roce 2016 činil počet oficiálních případů eutanazie v Nizozemsku 6091, což byla 4 % z celkového počtu úmrtí v Nizozemsku.

## Nedobrovolná eutanazie a dětská eutanazie
Zabíjení nemocných a handicapovaných dětí (infanticida) bylo běžnou a legální praxí u mnoha přírodních národů, včetně Inuitů, Austrálců, Sanů, amazonských a patagonských indiánů, zde o tom většinou rozhodovala matka, podle pravidla, že ta, která dítě přivedla na svět, má právo ho z něj také sprovodit. Ve starověkém Řecku (zejména ve Spartě) a Římě se jednalo o právo otce. Křesťanství zabíjení dětí zakázalo. K legalizaci zabíjení handicapovaných dětí opět došlo ve dvacátém století v Nacistickém Německu, roku 1997 v Nizozemsku a roku 2002 v Belgii. Nedobrovolnou eutanazií se rozumí zabíjení nemocných, starých a duševně či tělesně handicapovaných lidí proti jejich vůli. To bylo běžné u některých domorodých kmenů hlavně v polárních oblastech (Inuité, Sámové, Něnci, Čukčové), ale také např. u indiánů Ačé z Paraguaye (zde dokonce ve spojení s kanibalismem) a Jámana z Ohňové země. Papuánci, amazonští indiáni nebo Sanové při stěhování obvykle zanechali těžce nemocné nebo příliš staré soukmenovce zemřít v opuštěném tábořišti. V rámci Akce T4 nedobrovolnou eutanazii masově praktikovalo nacistické Německo. Po skončení druhé světové války byla nedobrovolná eutanazie na celém světě nelegální.
V Nizozemsku je eutanazie legální od 12 let se souhlasem dítěte a obou rodičů. Od roku 1997 byly registrovány případy eutanazie handicapovaných dětí do jednoho roku (10 až 15 ročně) (v praxi se tak děje u kojenců s rozštěpem páteře, což není smrtelná nemoc, a hydrocephalem). Lékaři nebývají obžalováni z vraždy, což podporuje Groningen protocol přijatý roku 2005 Nizozemskou národní asociací pro pediatrii, který doporučuje postup pro lékaře, kdy mohou na požádání rodičů dítě zabít v případě tzv. "beznadějného a nesnesitelného utrpení". Existují snahy protokol zrušit, ale také snahy ho rozšířit tak, aby byla eutanazie takto handicapovaného kojence legální i bez souhlasu rodičů. V dubnu 2023 schválila nizozemská vláda eutanazii pro děti od jednoho roku věku.
23. září 2002 Belgie jako druhá země na světě (po Nizozemsku) legalizovala eutanazii. Zároveň je Belgie jedinou zemí na světě, kde eutanazie není věkově omezena a je legální zabít nemocné dítě. Nejmladším dítětem legálně zabitým při euthanasii bylo devítileté dítě. Děti ve věku 9, 11 a 17 let zde byly zabity kvůli nádoru mozku, svalové dystrofii a cystické fibróze.

## Vývoj diskuse o eutanazii
Podle původní verze Hippokratovy přísahy ze 4. století před naším letopočtem je eutanazie v rozporu s posláním lékaře. Z nových verzí lékařských slibů však už byla vypuštěna.
Otázka přípustnosti eutanazie se v právní vědě diskutuje nejméně od počátku 18. století. Zpravidla se objevovala v osnovách trestních zákonů.[zdroj?]
Zejména v souvislosti s výkonem lékařského povolání se hovoří o tzv. bioetice. E. Ferri kdysi prezentoval názor, podle kterého „je každý pánem svého života, jejž může i zničit. Může-li toto právo uplatnit sám, jestliže zákon sebevraždu netrestá, proč by je nemohl provést i prostřednictvím jiného?“
Bostonský neurolog a psychiatr Leo Alexander, poradce a pozorovatel na Norimberském soudu s lékaři (1946–1947), kde byli souzeni lékaři a vysocí úředníci, kteří se významně podíleli na zločinech pošlapávajících lidskou důstojnost, mimo eutanazie (vyvražďování v rámci Akce T4), nucených sterilizacích handicapovaných či pokusech na lidech, vyslovil varování:
„Ať již tyto zločiny doznaly jakýchkoliv rozměrů, bylo všem, kteří je vyšetřovali, jasné, že vždy začínaly v nepatrných počátcích. Zprvu se jednalo o pouhý odklon od důrazu na základní postoj lékařů. Vše začínalo přijetím postoje, podstatným v akci eutanazie, že totiž existuje život nehodný života. Tento postoj se zpočátku týkal pouze těžce a chronicky nemocných. Postupně se sféra těch, kteří byli zahrnování do téže kategorie, rozšiřovala o lidi neproduktivní, ideologicky nežádoucí, rasově nežádoucí a nakonec všechny ne-Němce. Ale je třeba si uvědomit, že právě oním prvním krokem, z něhož celý další způsob myšlení získal svůj impulz, byl postoj k nevyléčitelně nemocnému. A je to právě tento zdánlivě nevelký posun v důrazu na postoj lékaře, který je třeba pečlivě zkoumat… jelikož prevence je důležitější než léčba. Pozorování a rozpoznání časných známek a symptomů se stalo vždy základem prevence dalšího rozvoje choroby.“
Prostá sebevražda se v novodobých trestních zákonech jako trestná neobjevuje.[zdroj?] Jestliže ovšem někdo jiného k sebevraždě nabádá nebo mu v ní pomáhá, nemůže se zpravidla, například podle českého trestního práva, úspěšně beztrestnosti dovolávat (§ 230 tr. zákona č. 140/1960 Sb.: „Účast na sebevraždě, odst. 1: Kdo jiného pohne k sebevraždě nebo jinému k sebevraždě pomáhá, bude potrestán, došlo-li alespoň k pokusu sebevraždy, odnětím svobody na šest měsíců až tři léta,“ odst. 2: „Odnětím svobody na dvě léta až osm let bude pachatel potrestán, spáchá-li čin uvedený v odstavci 1 na osobě mladší než osmnáct let, na těhotné ženě nebo na osobě stižené duševní poruchou nebo duševně nedostatečně vyvinuté.“).
Účast na sebevraždě se velmi blíží aktu usmrcení na žádost a z útrpnosti (eutanazie). Rozdíl mezi opatřením (např. zakoupením) jedu pro sebevraha a jeho přímým podáním oběti (nalitím do nápoje, do úst apod.) za účelem jejího usmrcení nespočívá jen v jednání, ale zejména v projevu vůle sebevraha ukončit prostřednictvím jedu svůj život. Platný český trestní zákon z roku 1960 zná dva typy jednání naplňující znaky skutkové podstaty trestného činu účasti na sebevraždě. Jednak pachatel jiného k sebevraždě pohne, jednak jinému k sebevraždě pomáhá. Konání může spočívat v přemlouvání nebo schvalování takového činu s cílem vážně pohnout jiného k sebevraždě. Pomocí se pak rozumí opatřování prostředků, odstraňování překážek, včetně pomoci psychické. Pomocí se také rozumí ponechání jedu nebo letální dávky léku v dosahu pacienta.
Na rozdíl od jiných zemí, kde je usmrcení na žádost nebo z útrpnosti privilegovaným trestným činem, česká platná trestněprávní úprava toto nepředpokládá. Návrh nového trestního zákoníku byl v roce 2006 českým parlamentem odmítnut, jedním z proklamovaných důvodů byla právě nová právní úprava usmrcení na žádost (navrhovaná úprava měla znít takto: § 118 –„Usmrcení na žádost“ – odst. 1 – „Kdo ze soucitu usmrtí nevyléčitelně nemocnou osobu, která trpí somatickou nemocí, na její vážně míněnou a naléhavou žádost, bude potrestán odnětím svobody až na šest let,“ odst. 2: „Vážně míněnou a naléhavou žádostí se rozumí svobodný a určitý projev vůle osoby starší osmnácti let, která není zbavena ani omezena ve způsobilosti k právním úkonům a není stižena duševní poruchou, jednoznačně a důrazně směřující k jejímu vlastnímu usmrcení.“).
Touto otázkou se však teorie i praxe zabývá již velmi dlouho. A. Miřička vyslovil určité pochybnosti vůči směru, jímž se ubírala dobová nauka a legislativa, totiž, že důvodem pro privilegovanou sníženou trestnost, resp. beztrestnost euthanasie je prudké hnutí mysli pachatele vyvolaného žádostí jiného o usmrcení. Podle jeho názoru takový důvod může být uplatněn skrze obecné zmírňující ustanovení o přechodném duševním stavu a není k tomu zapotřebí zvláštní, privilegované zmírněné trestní sazby („Usmrcení na žádost a z útrpnosti podle osnovy trestního zákona – 1926“, přednáška na schůzi pořádané Čs. společností pro právo trestní v Praze dne 28. února 1929).
Některé starší legislativní návrhy předpokládaly splnění podmínky „na žádost“, jiné „z útrpnosti“ a další obě zmíněné současně (ruský trestní zákon 1903), či alternativně (norský trestní zákon 1902), který současně požadoval u pachatele stav soustrasti vyvolaný beznadějnou nemocí, pro zmírnění trestu. V jiných případech se zdůrazňovala vážnost (ernstlich) projevu (Německo) nebo jeho rozhodnost (Maďarsko) či výslovnost (Německo a Rakousko) a naléhavost (Švýcarsko). V jiných návrzích se předpokládal jen prostý souhlas usmrceného (Itálie).
Osnova čs. trestního zákona z r. 1936 u ustanovení § 271 odst. 3 předpokládala tento text: „Usmrtí-li viník úmyslně jiného ze soucitu, aby uspíšil jeho neodvratnou, nedalekou smrt a tím jej vysvobodil z krutých bolestí způsobených nezhojitelnou nemocí nebo z jiných tělesných muk, proti nimž není pomoci, může soud trest mimořádně zmírnit nebo od potrestání upustit.“
Jako příklady eventuálního naplnění tohoto ustanovení jsou uváděny skutečný případ železničního dělníka, který při nehodě uvízl v hořícím vagónu v tunelu a bylo jisto, že uhoří, a jenž volal na četníka, který sice stál nedaleko, ale pomoci mu nemohl, aby jej nenechal uhořet, ale zastřelil jej, a případ italského poslance, jenž byl při zemětřesení zavalen troskami tak, že nebylo možno jej vyprostit, přičemž měl rozdrcené údy a otevřené útroby a jeho rodina musela přihlížet utrpění umírajícího, jenž je prosil, aby jej usmrtili. Je popisován případ, kdy matka usmrtila svou třináctiletou dceru postiženou malomocenstvím, u níž jí lékaři sdělili, že její stav je beznadějný a brzy zemře. A. Miřička popisuje z vlastní praxe zkušenost s dítětem, které onemocnělo spálou a kterému museli nejprve amputovat končetiny a které pak dlouho a v bolestech umíralo bez naděje na zlepšení stavu.
A. Miřička se domníval, že případy takového usmrcení by neměly být postiženy trestem vůbec s tím, že by odpovědnost pachatele z hlediska procesního vyřešila každá laická porota zproštěním obžaloby.
Námitky proti euthanazii jsou často vedeny  z náboženských, etických či filosofických hledisek. Problematická je též nejistota diagnózy, (stav umírajícího se může změnit, lékař se může mýlit v diagnóze a konečně princip, že lékař nesmí učinit zákrok vedoucí ke zhoršení stavu (smrti) pacienta. Tyto situace lze podle některých názorů vyřešit prostřednictvím nauky o právním omylu. Jiná situace ovšem nastává, jestliže dojde ke zneužití (osobní důvody, dědictví, vysoké náklady léčby atd.). Obhájci eutanazie namítají, že takové zneužití se může přihodit i u jiných důvodů snižujících, resp. vylučujících protiprávnost, a přesto jsou součástí každého moderního trestního zákona. Zejména z tohoto důvodu se A. Miřička domníval, že obava před zneužitím je přehnaná.
Lidé zajišťující v ČR paliativní péči považují debatu o euthanazii za zástupný problém, protože dostupnost paliativní péče je nízká, komunikace s příbuznými je nedostatečná,farmakologická léčba k omezení utrpení nejsou využívány.
Dalším málo používaným nástrojem je dříve projevené přání. 
Definitivní změna role zdravotníků je dalším, málokdy diskutovaným problémem. V zemích s liberální podporou asistované sebevraždy k tomuto jevu již dochází.
Jiní autoři zastávali názor, že by bylo vhodné podmínit podrobnou úpravu například tím, že by osoba, jež může usmrtit jiného na jeho žádost, byla osobou blízkou. Tím by se ovšem vyloučil personál (lékaři). Další návrh prosazoval, aby byla za účelem přesné a spolehlivé diagnózy sestavena komise odborníků, která by o přípustnosti euthanasie rozhodla. V tomto ohledu se však nabízejí výrazné pochybnosti z hlediska případné individuální trestní odpovědnosti.
Některé dnešní úpravy (polská – § 150, německá – § 216, rakouská – § 77 a švýcarská – § 114) předpokládají, že půjde o trestný čin, ale privilegované povahy, s výrazně nižší trestní sazbou (v Polsku do pěti let) než u trestného činu vraždy. Žádost podle těchto úprav musí být výslovná, vážně míněná, pevná a jednoznačná, jakož i prosta právních vad. Musí pocházet od osoby, která je příčetná, způsobilá k právním úkonům a schopná řádně vyhodnotit situaci se všemi důsledky. Současně musí existovat správné důvody na straně toho, kdo má usmrcení provést. Jako příklad je uvedena nevyléčitelná nemoc, jež způsobuje nemocnému nesnesitelné útrapy. Zákon ale tyto okolnosti přesně nestanoví, je tedy třeba si klást otázku, zda vedle fyzického utrpení lze naroveň klást například psychická muka, způsobená trvalou invaliditou či úmrtím blízkého člověka. Podle polské úpravy se tohoto činu může dopustit kdokoli, byť v praxi se předpokládá, že to bude lékař konající na žádost nejbližšího příbuzného. Čin může být spáchán jak konáním (vstříknutím smrtící látky jehlou), tak opominutím (nepodáním příslušného léku u osob, které jsou povinny z důvodů svého povolání jinak povinny lék podat).
Právní úpravou, která prolomila trestnost eutanazie, byla úprava nizozemská (1976). V roce 1994 pak nabyla účinnosti procesní úprava, která zavazuje lékaře, jenž ukončil tímto způsobem lidský život, aby tuto skutečnost neprodleně oznámil veřejnému žalobci. Toto oznámení je přísně formalizováno. Kritéria pro použití euthanasie jsou:
1. žádost musí pocházet jen od pacienta a musí být svobodná a chtěná;
2. pacientova žádost musí být dobře uvážená, pevná a nezvratná;
3. pacientův stav musí působit nesnesitelné útrapy bez perspektivy zlepšení;
4. euthanasie musí být poslední opatření; musí být vzaty v úvahu a hledány všechny alternativy ke zmírnění pacientovy situace;
5. euthanasie musí být provedena lékařem;
6. lékař musí provést konzultaci s jiným nezávislým lékařem, který má zkušenosti z této oblasti;[16]

S novou právní úpravou euthanasie se setkáváme také v Belgii. Zákon z 25. října 2001 o euthanasii stanoví, že proto, aby se lékař vyhnul trestní odpovědnosti za provedení euthanasie, musí splnit především následující podmínky (čl. 3 § 1):
1. pacient je v okamžiku žádosti dospělý nebo prohlášen za dospělého;
2. žádost je formulována způsobem dobrovolným, po uvážení a opakovaně a není důsledkem vnějších tlaků;
3. pacient se nachází ve zdravotním stavu, v němž trpí trvale, nesnesitelně fyzicky nebo duševně, přičemž toto utrpení nelze zmírnit, a který vede k nemoci nebo patologickému stavu závažnému a neléčitelnému.

Podle zákona pak je třeba splnit ještě další podmínky k tomu, aby zejména byla zajištěna jistota, resp. objektivita shora uvedených podmínek (informovanost pacienta, potvrzení diagnózy nezávislými lékaři, vedení dokumentace, atd.).
Ze zemí, kde se uplatňuje tzv. common law (soudcovský právní systém) lze uvést námitky spočívající např. v obtížnosti určit skutečné záměry toho, kdo usmrcuje, možnost mylné diagnózy, obtížnost určovat utrpení takovým způsobem, aby se zákon nikdy nemohl aplikovat na ty, kterým nebyl určen, a obtížnost zaručit dané osobě, že bude moci svobodně vyslovit nebo odmítnout souhlas.
V České republice se o legalizaci eutanazie snaží od roku 2007 právník Milan Hamerský, který připravil v roce 2008 návrh zákona o důstojné smrti pro senátorku Václavu Domšovou (nestraník). Upravený návrh zákona v roce 2016 předložila skupina poslanců v čele s Jiřím Zlatuškou (ANO). V roce 2020 předložila návrh zákona skupina poslanců za Pirátskou stranu a část Hnutí Ano. V březnu 2021 byl zaregistrován Spolek pro uzákonění eutanazie, který usiluje o legalizaci eutanazie.

## Seznam států podle pohledu na eutanazii

### Státy, ve kterých je eutanazie legální

Státy, ve kterých je eutanazie legální:
Povolena aktivní eutanazie
Pasivní eutanazie legální
Všechny formy eutanazie zakázány.
Nejasná právní situace.

Eutanazie v Evropě:
Povolena aktivní eutanazie
Pasivní eutanazie legální
Všechny formy eutanazie zakázány.
Nejasná právní situace. Kupříkladu v ČR posuzováno jako vražda

- Belgie (od 2002) – v roce 2011 se v Belgii pro eutanazii rozhodlo 1133 pacientů, kteří většinou trpěli pokročilou formou rakoviny.[18] V roce 2012 číslo narostlo o 25 % na 1 432 pacientů.[19] V roce 2012 tvořila eutanazie 2 % veškerých úmrtí.[20] V roce 2014 se Belgie stala první zemí na světě, kde byla legalizována dětská eutanazie bez ohledu na věk.
- Kanada (od 2016)
- Kolumbie[21]
- Lucembursko (od 2009) – u smrtelně nemocných.
- Nizozemsko (od 2002) – v roce 2016 podstoupilo eutanazii 6 091 osob (včetně duševně nemocných osob), což tvoří 4 % všech úmrtí v zemi v roce 2016.[22]
- Portugalsko (od 2021)[23]
- Španělsko (od června 2021)[24]
- Nový Zéland (od listopadu 2021)[25]